# Сен-Жюльен-Воканс
Сен-Жюлье́н-Вока́нс (фр. Saint-Julien-Vocance, окс. Sant Julien Vocance) — коммуна во Франции, находится в регионе Рона — Альпы. Департамент коммуны — Ардеш. Входит в состав кантона Южный Анноне. Округ коммуны — Турнон-сюр-Рон.
Код INSEE коммуны — 07258.
Коммуна расположена приблизительно в 440 км к югу от Парижа, в 70 км южнее Лиона, в 50 км к северу от Прива.

## Население
Население коммуны на 2008 год составляло 259 человек.
| 1962 | 1968 | 1975 | 1982 | 1990 | 1999 | 2008 |
| ---- | ---- | ---- | ---- | ---- | ---- | ---- |
| 295  | 370  | 279  | 269  | 245  | 241  | 259  |

## Экономика
В 2007 году среди 176 человек в трудоспособном возрасте (15—64 лет) 112 были экономически активными, 64 — неактивными (показатель активности — 63,6 %, в 1999 году было 60,0 %). Из 112 активных работали 103 человека (60 мужчин и 43 женщины), безработных было 9 (4 мужчины и 5 женщин). Среди 64 неактивных 17 человек были учениками или студентами, 16 — пенсионерами, 31 были неактивными по другим причинам.

## Фотогалерея
- Церковь
- Мэрия
- Карта коммуны